# シャルル・デュトワの若者に贈る音楽事典
『シャルル・デュトワの若者に贈る音楽事典』（ -わかものにおくるおんがくじてん）は、1999年3月22日から2000年3月25日までNHK教育テレビで放送された教養番組である。ハイビジョン制作番組であり、アナログBS-9chでのハイビジョン実用化試験放送も行われた。

## 概要
当時NHK交響楽団の音楽監督であったシャルル・デュトワが、世界の都市を訪ねながら音楽の歴史を解き明かす模様を放送した。デュトワのセリフの吹き替えは永井一郎が担当した。

## 放送時間
- プロローグ：1999年3月22日（月曜日） 18:00 - 18:45
- レギュラー放送：土曜日 20:00 - 21:00 （『ETVカルチャースペシャル』枠）

## 放送リスト
| 回 | 放送日         | サブタイトル                                  |
| -- | -------------- | --------------------------------------------- |
| 0  | 1999年3月22日  | プロローグ                                    |
| 1  | 1999年4月24日  | 歴史はベネチアからはじまった                  |
| 2  | 1999年5月29日  | 音楽のふるさと ドイツ・ザクセン               |
| 3  | 1999年6月26日  | 花ひらく民族のメロディー サンクトペテルブルク |
| 4  | 1999年7月24日  | 音楽の新世界 ニューヨーク                     |
| 5  | 1999年9月25日  | 南米は音楽のるつぼ リオ ブエノスアイレス      |
| 6  | 1999年10月30日 | 日出づる国の新しい響き 東京                   |
| 7  | 1999年11月27日 | 音楽の都 ウィーン                             |
| 8  | 1999年12月25日 | ブダペスト 音楽家を魅了する千年の都           |
| 9  | 2000年2月26日  | 大英帝国の音楽 ロンドン                       |
| 10 | 2000年3月25日  | 新しい音楽を求めて 芸術の都・パリ             |